# 京都市立大枝中学校
京都市立大枝中学校（きょうとしりつ おおえちゅうがっこう）は、京都府京都市西京区にある公立中学校。区北西部にある桂坂ニュータウンの中学校である。丘陵地帯に位置するため、年間を通して京都市中心部よりも気温が約1度低いのが特徴。
また、校舎のすぐ裏が山であるため、校庭にニホンザルやシカが出没したり、近隣にクマが目撃されることもある。

## 沿革
- 1947年5月5日 - 村立大枝小学校(現:大枝小学校)の併設校として、大枝村立大枝中学校として開校（大枝小学校の校舎を借用）
- 1948年4月 - 乙訓郡組合立大枝中学校へ改称
- 1950年3月 - 上桂中学校へ委託実施に伴い廃校
- 1989年4月 - 京都市立大枝中学校として新たに開校。京都市立樫原中学校から京都市立大枝小学校の校区を分離
- 2006年4月 - 2学期制導入
- 2019年4月 - 3学期制導入

## 通学区域
以下の小学校区を通学区域とする。
- 京都市立大枝小学校（全域）
- 京都市立桂坂小学校（全域）

## 校区内の主な施設
- 国際日本文化研究センター
- 桂坂公園

## 交通アクセス
- 阪急京都本線 桂駅下車
- 東海道本線（JR京都線） 桂川駅下車
  - バス停「桂坂小学校前」下車

## 通学区域が隣接している学校
- 京都市立松尾中学校
- 京都市立樫原中学校
- 京都市立洛西中学校
- 京都市立大原野中学校
- 亀岡市立詳徳中学校